# Burgruine Senftenberg
Die Burgruine Senftenberg ist die Ruine einer Höhenburg auf einem Hügel in der gleichnamigen Marktgemeinde Senftenberg im nördlichen Niederösterreich im Bezirk Krems-Land. Der Burgruinenverein Senftenberg, der die Ruine auf 100 Jahre gepachtet hat, hat sich in den letzten Jahren die Renovierung der Burgruine als Ziel gesetzt. Der Aufstieg zur ganzjährig besuchbaren Ruine wurde durch eine durchgehende Straße und einen kleinen Parkplatz vor Ort erleichtert.

## Geschichte

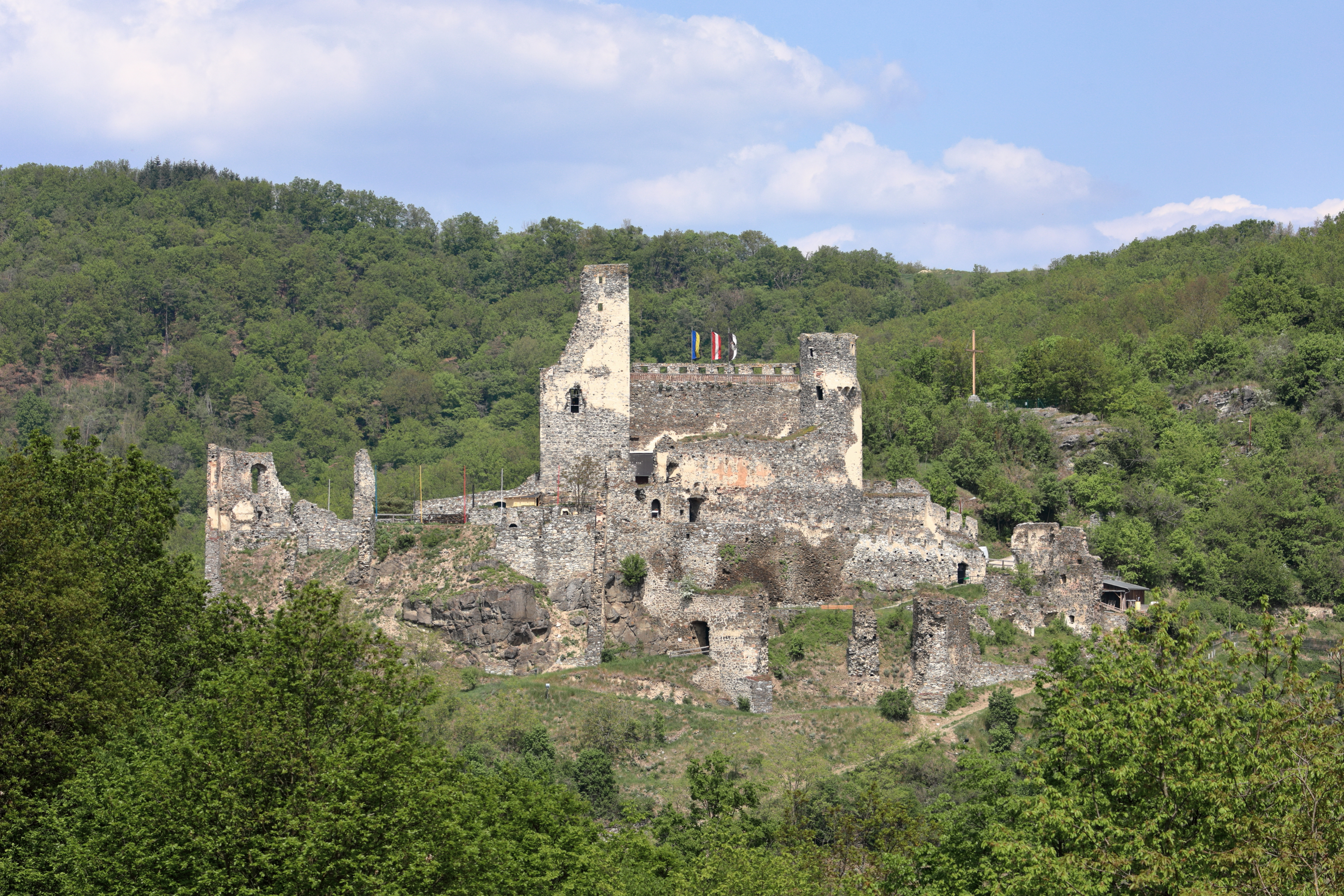
Ansicht vom Süden

Die Burg und das Geschlecht wurden erstmals in einer Urkunde vom 26. April 1197 erwähnt, in der ein Rudegerus de Senftenberc als einer der Zeugen genannt wurde. Die Erbauer der vorerst geplanten Höhenburg waren die Hochfreien von Lengenbach, die ebenfalls mehrere Burgen in Rehberg erbaut und bezogen hatten. Diese gaben sie jedoch ihren Verwandten weiter, die sich dann nach Senftenberg und Minnenbach nannten. Die Burg war im 13. Jahrhundert im Besitz der Zebringer, im 14. und 15. Jahrhundert gehörte sie den Wallseern. In den Jahren 1407 bis 1409 wurde die Burg im Zuge der Vormundschaftsfehden teilweise zerstört, danach aber wieder aufgebaut. Zur Zeit der ersten Wiener Türkenbelagerung war die Burg ein Zufluchtsort der Bevölkerung. Dokumentiert ist auch, dass sich um 1520 regelmäßig Straßenräuber in der Burg aufgehalten haben. In den Bauernkriegen, gegen Ende des 16. Jahrhunderts, wurde oft versucht, die Burg zu stürmen. Doch erst im Jahr 1645, im Zuge des Dreißigjährigen Krieges wurde sie von schwedischen Truppen unter der Führung von General Torstenson eingenommen und zerstört und verfiel danach.

## Gebäude
Erhalten sind noch drei Toranlagen, der quadratische Bergfried, eine Schildungsmauer und ein Turm. Auffällig sind die Schildungsmauer, die für österreichische Burgen eher ungewöhnlich ist und der Turm, der in seiner Basis eine rechteckige, in der Mitte eine ovale und im letzten Viertel eine sechseckige Form besitzt.
Ein Brand, der nach einem Einbruch in einen Geräteschuppen vermutet wird, hat großen Schaden an den bewirtschafteten Teile der Burgruine hervorgerufen. Die hölzerne Burgbrücke konnte gerettet werden.